# Ernie Campbell
William Ernest Campbell detto Ernie (Sydney, 20 ottobre 1949) è un ex calciatore australiano, di ruolo attaccante.

## Carriera

### Club
Ha giocato nella prima divisione australiana.

### Nazionale
Ha partecipato ai Mondiali del 1974.